# Marcin Hakiel
Marcin Andrzej Hakiel (ur. 6 czerwca 1983 w Gdyni) – polski tancerz, choreograf i instruktor tańca, a także przedsiębiorca.

## Życiorys

### Rodzina i edukacja
Ma młodszego o sześć lat brata. Ukończył naukę w III Liceum Ogólnokształcącym im. Marynarki Wojennej RP w Gdyni. W 2008 ukończył studia na kierunku finanse i bankowość w Wyższej Szkole Przedsiębiorczości i Zarządzania im. Leona Koźmińskiego w Warszawie. Studiował też w Helsinkach. 

### Kariera zawodowa
Treningi tańca towarzyskiego rozpoczął w wieku siedmiu lat. Należał do klubu tańca „Perfekt” w Gdańsku. Jego partnerkami tanecznymi były: Aleksandra Parafian (1998), Agnieszka Kaźmierczak (1999), Magdalena Soszyńska (2000–2005) i Blanka Winiarska (2006). Reprezentuje najwyższą międzynarodową klasę taneczną „S”; wśród jego najważniejszych osiągnięć jest zajęcie 12. miejsca na mistrzostwach świata (2001) i piątego miejsca w Pucharze Europy (2004). 
W 2005 uczestniczył w dwóch pierwszych edycjach programu rozrywkowego TVN Taniec z gwiazdami, najpierw partnerując aktorce i piosenkarce Katarzynie Skrzyneckiej, a następnie aktorce Katarzynie Cichopek, z którą zwyciężył w finale drugiej edycji programu. Z aktorką w 2006 zwyciężył również w programie Finał Finałów Tańca z gwiazdami i uczestniczył w ogólnopolskiej trasie koncertowej Taniec z gwiazdami w twoim mieście, a także poprowadził kurs tańca na płytach DVD pt. „Taniec krok po kroku” i wydał książkę pt. „Szkoła tańca”. 1 września 2007, reprezentując Polskę, zajął (w parze z Cichopek) czwarte miejsce w finale 1. Konkursu Tańca Eurowizji w Londynie. W tym samym roku był choreografem pierwszej edycji programu rozrywkowego Polsatu Jak oni śpiewają.
W 2006 otworzył w Warszawie pierwszą filię szkoły tańca o nazwie „Hakiel – Akademia Tańca”. W 2009 powrócił do udziału w Tańcu z gwiazdami w charakterze instruktora tańca aktorki Doroty Deląg. Wraz z Katarzyną Cichopek wystąpił w spocie reklamowym producenta suplementów diety Bio-C.L.A. Duo (2011) i producenta szkieł okularowych Eyezen (2017). Jesienią 2019 był jurorem w programie TVP2 Czar par, a w 2020 był bohaterem jednego z odcinków teleturnieju TVP2 Przyjaciele na zawsze. Na początku 2021 uczył tańca w programie Poczuj rytm (realizowanym w ramach projektu dla dzieci i młodzieży Ferie z TVP), a w maju został jednym z ambasadorów kampanii społecznej Radia Zet pod hasłem „#Razemzawszelepiej”. W pierwszej połowie 2022 był gościem programu Miasto kobiet i Plejada Live, a udzielone przez niego wywiady dotyczące m.in. rozstania z żoną były szeroko komentowane w ogólnopolskiej prasie. W 2024 wystąpił jako trener tańca Dagmary Kaźmierskiej w 14. edycji programu rozrywkowego Dancing with the Stars. Taniec z gwiazdami w Polsacie. W 2025 uczestniczył w programach rozrywkowych TTV: Back to school. Prawdziwy egzamin i 99. Gra o wszystko.

## Życie prywatne
Przez kilka lat był związany z tancerką Magdaleną Soszyńską. 20 września 2008 poślubił aktorkę i prezenterkę telewizyjną Katarzynę Cichopek, którą poznał w sierpniu 2005 w trakcie przygotowań do programu Taniec z gwiazdami. Mają syna Adama (ur. 2009) i córkę Helenę (ur. 2013). 11 marca 2022 poinformował o rozstaniu z Cichopek, a 25 sierpnia tego samego roku się z nią rozwiódł. W lutym 2024 ogłosił zaręczyny z Dominiką Serowską, z którą ma syna, Romeo Jeremiego (ur. 4 grudnia 2024).